# Olivier Bakker
Olivier Bakker (né le 13 octobre 1997 à Beverwijk) est un animateur de radio néerlandais et ancien disc jockey de la station radio NPO 3FM. En 2024, il devient attaché de presse du parti parlementaire Parti travailliste-Gauche verte.

## Biographie
Bakker commence sa carrière à l'âge de 14 ans à Sleutelstad FM, la station de radio locale de Leyde, où il est autorisé à présenter la liste des tubes du moment. Un an plus tard, il envoie une démo à Rob Stenders, qui le mène ensuite à être engagé à KX Radio, où il enregistre l'émission Oliviert. À partir de ce moment, il participe également à la NPO 3FM DJ School, le programme de formation de NPO 3FM,, ce qui lui permet, à 18 ans, de se faire une place à NPO 3FM, où il enregistre l'émission de nuit Olivier pour KRO-NCRV. L'année suivante, il présente Saskia en Olivier, une émission sur les festivals avec Saskia Weerstand,. Il continue également à présenter l'émission de nuit sur NPO 3FM.
Depuis le samedi 25 août 2018, Bakker, au nom d'AVROTROS, peut être entendu sur NPO 3FM le week-end entre 14 h et 16 h. Pendant ces heures, le samedi, il présente l'émission à succès public Mega Top 50 (transformée en Mega Top 30 à partir du 7 septembre 2019) et sur le même créneau horaire le dimanche, une émission sous son propre nom. À partir de fin janvier 2022, le nouveau jour de diffusion de Mega Top 30 se fait le vendredi après-midi entre 16 h et 18 h. Le 12 septembre 2022, la programmation de NPO 3FM change encore et Olivier, avec Jamie Reuter, présente depuis le AvondVrijdagShow au nom de Powned, tous les vendredis soirs. Le 2 septembre 2022, le Mega Top 30 est diffusé pour la dernière fois, et supprimé de la programmation à partir du 12 septembre 2022, remplacé par De Verlanglijst. Depuis lors, Bakker présente l'émission VoorAan avec Jamie Reuter pour le nom de Powned du lundi au vendredi. Dès le 30 août 2024, Bakker présente ce programme seul.
Le jeudi 12 septembre 2024, Olivier Bakker et NPO 3FM annoncent que Bakker, qui a pu être entendu sur la station pop publique pendant neuf ans, sera entendu pour la dernière fois sur NPO 3FM le vendredi 27 septembre 2024. Bakker devient attaché de presse du parti parlementaire Parti travailliste-Gauche verte à La Haye le 1er octobre 2024.